# Takasaki
Takasaki (jap. 高崎市 Takasaki-shi) – miasto w Japonii, w prefekturze Gunma, w środkowej części wyspy Honsiu (Honshū). Ma powierzchnię 459,16 km². W 2020 r. mieszkało w nim 373 218 osób, w 160 752 gospodarstwach domowych  (w 2010 r. 371 352 osoby, w 147 101 gospodarstwach domowych). W mieście działa wyższa szkoła ekonomiczna.
Miasto słynie z produkcji lalek daruma, buddyjskiego talizmanu przynoszącego szczęście i ogromnego posągu Byakue Dai-Kannon (Kannon w Białej Szacie) o wysokości 41,8 m, symbolu miasta. Statua została zbudowana ze zbrojonego betonu na terenie świątyni Jigen-in w 1936 roku. Po ukończeniu była największym posągiem Kannon na świecie.

## Gospodarka
W mieście rozwinął się przemysł metalowy, maszynowy, jedwabniczy, spożywczy, chemiczny oraz drzewny. Ośrodek turystyczny.

## Położenie
Miasto leży na zachodnim skraju niziny Kantō.

## Transport
W mieście znajduje się stacja kolejowa Takasaki.

## Galeria

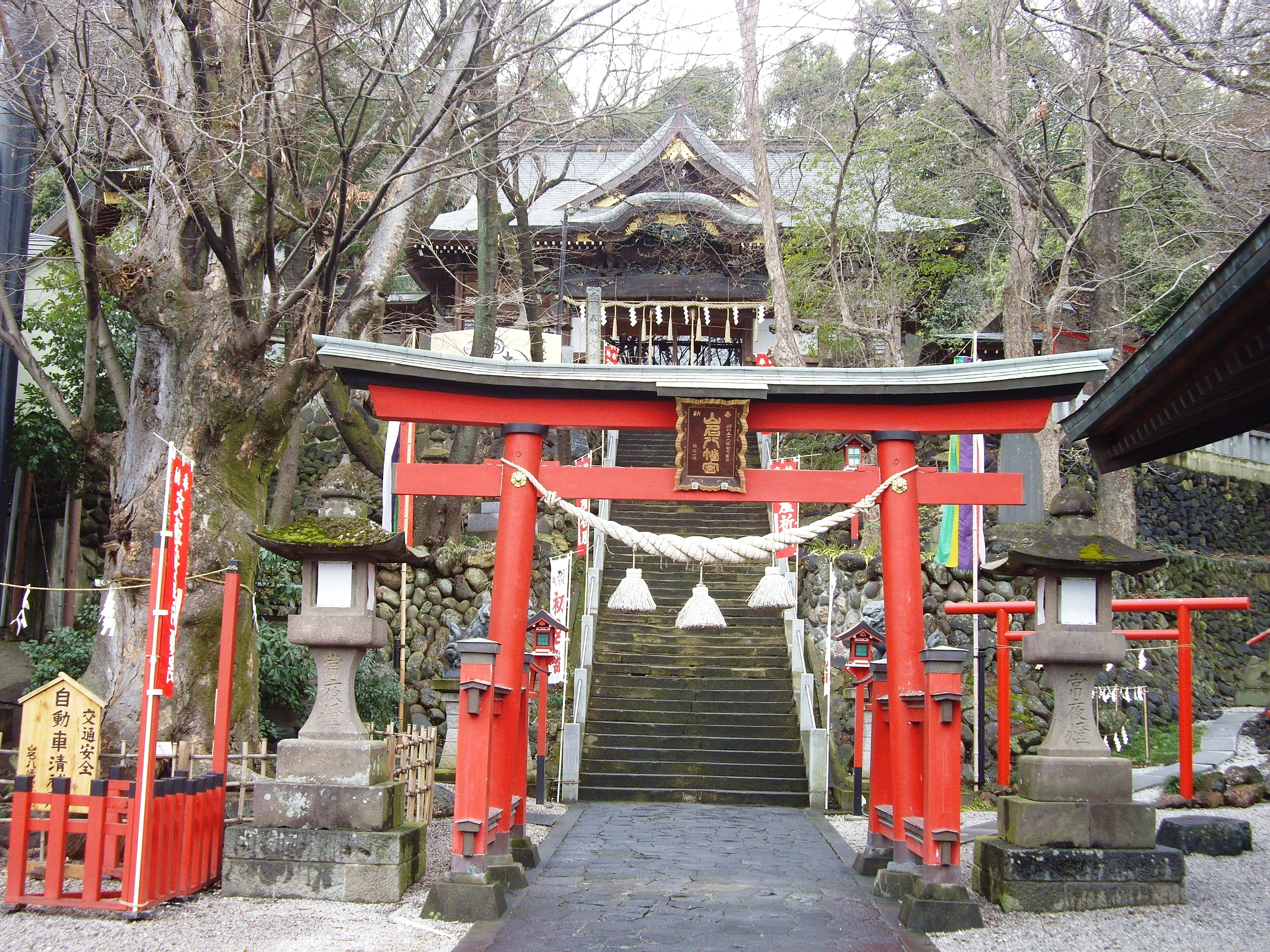
Chram Yamana Hachiman-gū w Takasaki
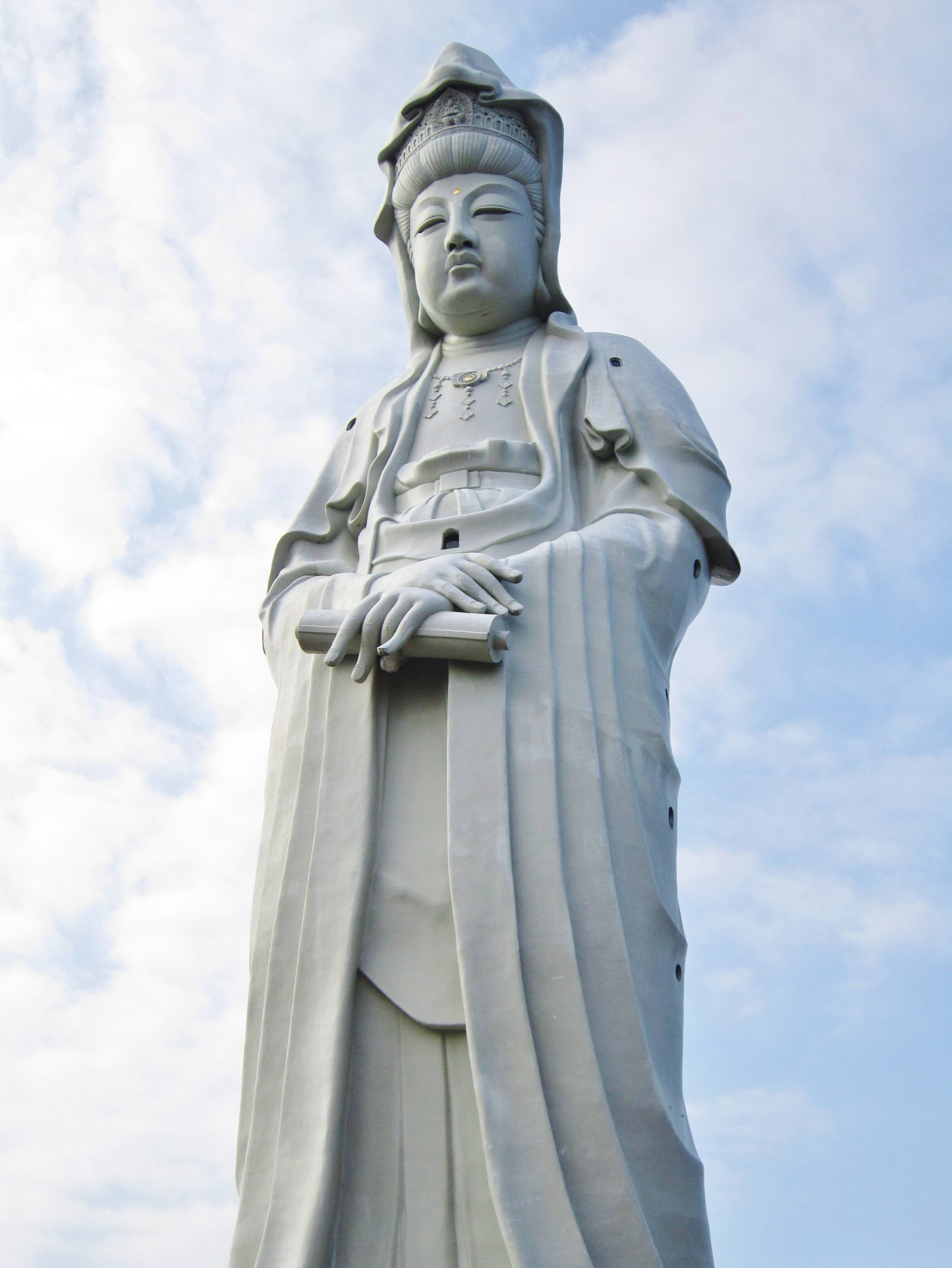
Takasaki Kannon
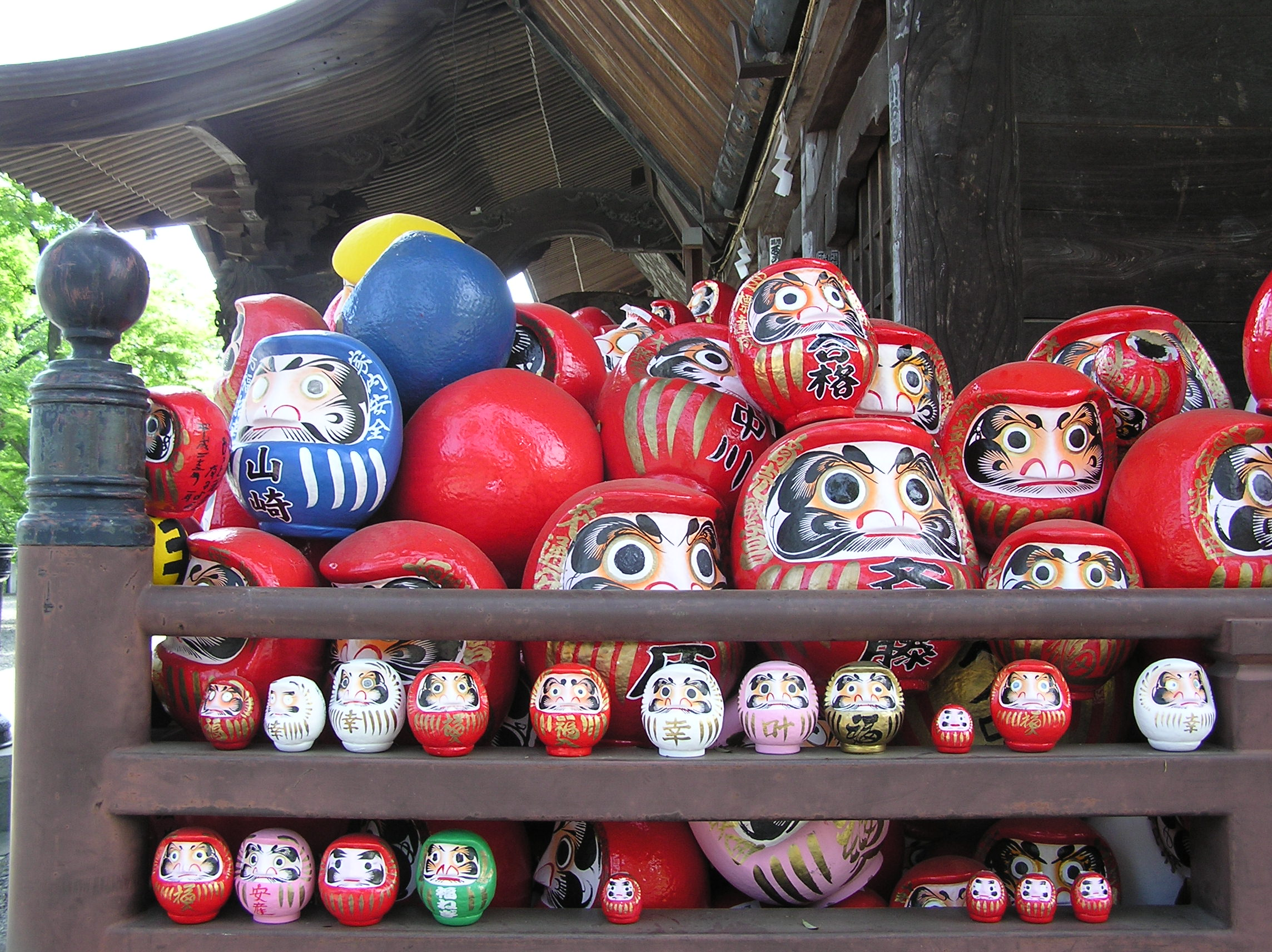
Lalki daruma w świątyni Shōrinzan Daruma-ji w Takasaki
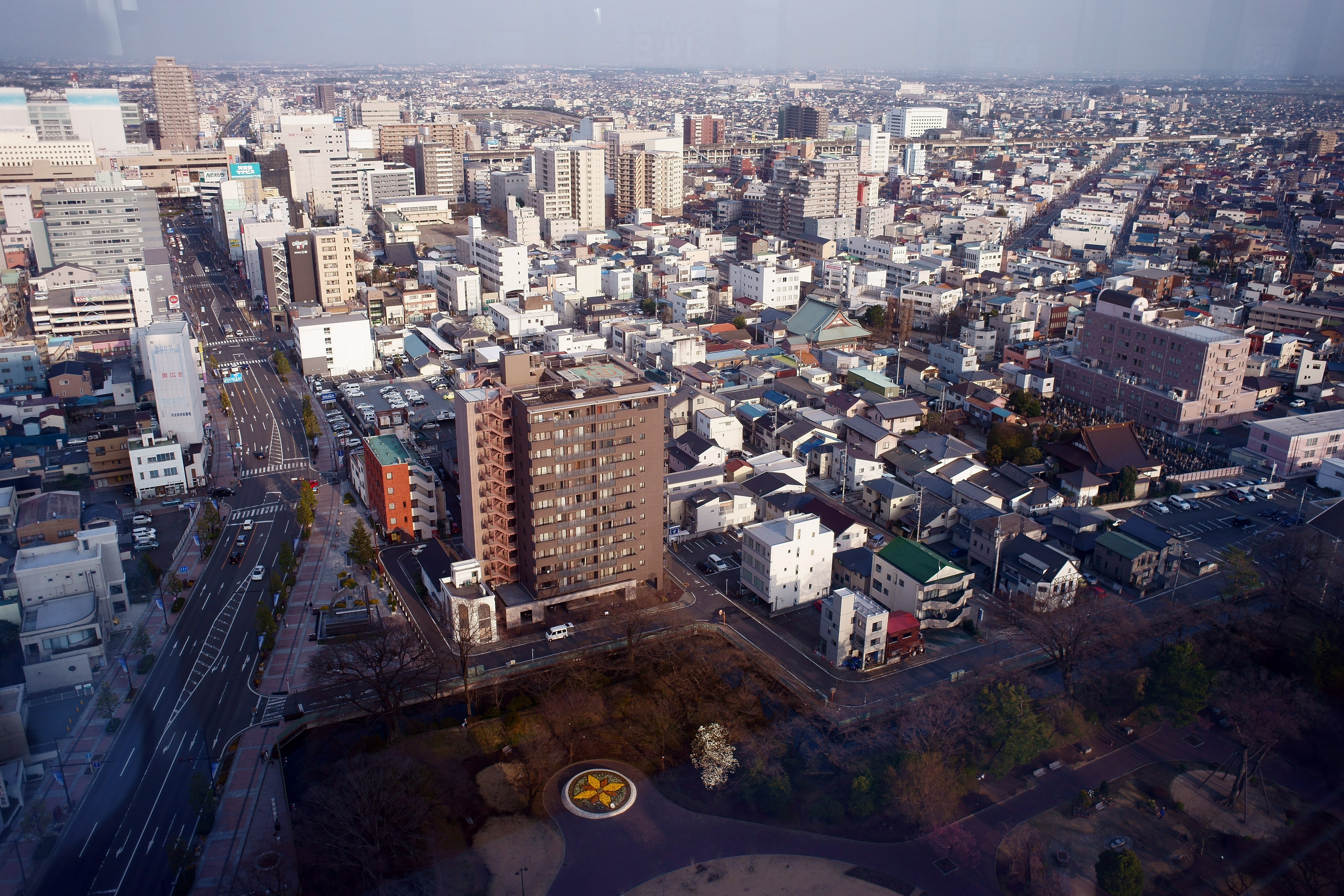
Centrum miasta